# Heterobapta ejana
Heterobapta ejana är en fjärilsart som beskrevs av Edward P. Wiltshire 1961. Heterobapta ejana ingår i släktet Heterobapta och familjen mätare. Inga underarter finns listade i Catalogue of Life.